# Julian Dean
Ne doit pas être confondu avec Julia Dean.
Pour les articles homonymes, voir Dean.
Julian Dean est un coureur cycliste néo-zélandais (né le 28 janvier 1975 à Waihi, en Nouvelle-Zélande), professionnel de 1996 à 2012. En 2013, il fait partie de l'encadrement de l'équipe australienne Orica-GreenEDGE, au sein de laquelle il a terminé sa carrière de coureur. Il est actuellement directeur sportif de l'équipe Mitchelton-Scott.

## Biographie
Julian Dean est coureur professionnel depuis 1996, et a été l'un des poissons-pilotes de Thor Hushovd dans les sprints dans l'équipe Crédit agricole.
En 2009, il participe et termine les trois grands tours.
Il met fin à sa carrière de coureur au début de l'année 2013 et intègre l'encadrement de l'équipe Orica-GreenEDGE,.

## Palmarès sur route

### Par années
- 1996
  - Tour de Somerville
  - 10e étape du Tour de l'Ohio
- 1997
  - 4e étape de la Fitchburg Longsjo Classic
  - 14e étape de la Fresca Classic
  - 4e étape du Tour de l'Ohio
  - 3e de la CoreStates Classic
- 1998
  - Hotter'N Hell Hundred :
    - Classement général
    - 1re et 2e étapes

  - Championnat des États-Unis du critérium
  - Grand Prix d'Atlanta
  - 3e du Manhattan Beach Grand Prix
- 1999
  - Tour de Wellington :
    - Classement général
    - 11e étape

  - 2ea et 7eb étapes du Prudential Tour
  - 3e de la First Union Classic
- 2001
  - 4e étape du Tour de Castille-et-León
  - First Union Classic
- 2002
  - 10e de Paris-Tours
  - 10e du championnat du monde sur route
- 2003
  - 2e étape du Circuit franco-belge
  - Wachovia Classic
  - Tour de la Région wallonne :
    - Classement général
    - 4e et 5e étapes

  - 3e de la Wachovia Invitational
  - 3e du Wachovia Us Pro Championship
  - 3e du championnat des États-Unis sur route
  - 6e de Paris-Tours
- 2004
  - 2e du Tour de Grande-Bretagne
- 2005
  - 7e de Paris-Tours
  - 9e du championnat du monde sur route
- 2007
  -  Champion de Nouvelle-Zélande sur route
  -  Champion de Nouvelle-Zélande du critérium
- 2008
  -  Champion de Nouvelle-Zélande sur route
  - 1re étape du Tour d'Italie (contre-la-montre par équipes)
  - 3e du Tour d'Irlande
- 2010
  - 3e du championnat de Nouvelle-Zélande sur route
- 2011
  - 2e étape du Tour de France (contre-la-montre par équipes)
- 2013
  - 3e du championnat de Nouvelle-Zélande sur route

### Résultats sur les grands tours

#### Tour de France
7 participations
- 2004 : 127e
- 2006 : 127e
- 2007 : 107e
- 2008 : 110e
- 2009 : 121e
- 2010 : 157e
- 2011 : 145e, vainqueur de la 2e étape (contre-la-montre par équipes)

#### Tour d'Italie
5 participations
- 2005 : abandon (6e étape)
- 2007 : 93e
- 2008 : non partant (19e étape), vainqueur de la 1re étape (contre-la-montre par équipes)
- 2009 : 136e
- 2010 : non partant (19e étape)

#### Tour d'Espagne
7 participations
- 1999 : 112e
- 2001 : abandon
- 2003 : abandon
- 2005 : abandon (15e étape)
- 2009 : 132e
- 2010 : non-partant (13e étape)
- 2012 : 158e

### Classements mondiaux
| Année                  | 2005 | 2006 | 2007 | 2008 | 2009 | 2010 | 2011 | 2012 | 2013 |
| ---------------------- | ---- | ---- | ---- | ---- | ---- | ---- | ---- | ---- | ---- |
| Classement ProTour     | 129e | 188e |      |      |      |      |      |      |      |
| Calendrier mondial UCI |      |      |      |      |      | 104e |      |      |      |
| UCI Asia Tour          |      |      |      | 312e |      |      |      |      |      |
| UCI Europe Tour        |      |      |      | 192e |      |      |      |      |      |
| UCI Oceania Tour       |      |      |      | 10e  |      |      |      |      | 16e  |

## Palmarès sur piste

### Coupe du monde
- 1995
  - 2e de la poursuite par équipes à Quito
- 1997
  - 2e de la course aux points à Trexlertown

### Championnats du monde juniors
- 1993
  -  Médaillé de bronze de la poursuite par équipes juniors

### Jeux du Commonwealth
- 1994
  -  Médaillé de bronze de la poursuite par équipes

### Championnats de Nouvelle-Zélande
- 1995
  -  Champion de Nouvelle-Zélande du kilomètre
- 1996
  -  Champion de Nouvelle-Zélande de poursuite
  -  Champion de Nouvelle-Zélande de course aux points